# Andra Manfelde
Andra Manfelde (Kuldīga, 1973 –) lett írónő. Lettország Szovjetunióból történt kiválását követően felnőtt kortárs irodalom reprezentánsa. Nemzetközi elismerést 2006-ban szerzett első könyvével, „Adata” („A tű”), az Európai Elsőkönyvesek Budapesti Fesztiválján.

## Élete
A Riga Művészeti és Dizájn főiskola szobrász szakán tanult. Első írása 2002-ben a Karogs (Zászló) irodalmi folyóiratban jelent meg 2002-ben. 2003-ban a Luna (Hold) folyóirat a legjobb első verses költő címmel tüntette ki. 2004-ben elnyeri a Dán Kultúrintézet Hans Christian Andersen pályázatának első díját. 2006-ban az Európai Elsőkönyvesek Budapesti Fesztiválján díjazzák az Adata (A tű) című könyvét. A regény önéletrajzi elemeket dolgoz fel. Témája a kábítószeresek világában szerzett élményei, az elvonókúra, az irodalom, a festészet és a hit, amiknek segítségével a főhősnő megtalálja a kiutat a függőségből. A regényből rockoperát írtak. Ezt nagy sikerrel játszották Lettországban.
2010-ben jelent meg Zemnīcas bērni (Kunyhók gyermekei) című könyve, amely családjának szibériai száműzetését dolgozza fel egy 7 éves kislány szemszögéből. A könyv érdekessége, hogy a kötetet nagyapja eredeti szibériai fényképei illusztrálják.

## Művei
- Adata („A tű”) – 2005
- Betona svētnīcas („Beton templom”) – 2008
- Sauc mani par mēnestiņu („Hívjál engem holdacskának”) – 2009
- Zemnīcas bērni („Kunyhók gyermekei”) – 2010
- Ceļojums uz mēnesi. Visbija – Ventspils – Visbija. („Egy hónapos utazás”) – 2011

### Magyar fordítások
- Bélyeg (Részlet a „Tű” című könyvből) (magyar nyelven). fordította:Elekes Dóra, 2006. (Hozzáférés: 2012. október 11.)